# Северцов, Николай Алексеевич
Никола́й Алексе́евич Се́верцов (24 октября [5 ноября] 1827 — 26 января [7 февраля] 1885) — русский зоолог и путешественник.

## Биография
Место рождения Николая Алексеевича Северцова — дискуссионная тема. Сын героя Отечественной войны 1812 года А. П. Северцова. О матери учёного — Маргарите Александровне Северцовой (урожденной Семёновой) сведений сохранилось мало. Считается[кем?], что она была в родстве с П. П. Семёновым-Тян-Шанским.
Детство и юность Северцов провёл в родовом имении в селе Хвощеватое Воронежской губернии и получил прекрасное домашнее воспитание. В 1843 году он поступил на физико-математическое отделение философского факультета Московского университета, которое окончил в 1847 году. Ученик К. Ф. Рулье, под руководством которого готовился занять профессорскую кафедру в Московском университете, но питая интерес к полевой работе, предпочёл отправиться в путешествие на Тянь-Шань.
Ещё студентом Северцов начал зоологическое исследование своей родной Воронежской губернии, которое было закончено в 1854 году и защищено в качестве магистерской диссертации «Периодические явления в жизни зверей, птиц и гад Воронежской губернии» в 1855 году; в 1856 году вышла в свет его книга «Периодические явления в жизни зверей, птиц и гад Воронежской губернии». За эти работы Северцов получил Демидовскую премию и вскоре был командирован в учёную экспедицию на низовья Сырдарьи для исследования киргизских степей. Путешествие его продолжалось два года (1857—1858), во время которого Северцов едва не погиб, так как во время охоты на него напали кокандцы, которые жестоко изрубили его и отвезли пленником в Туркестан. Тяжело раненый и больной, он провёл месяц в плену и был освобождён только благодаря энергичному настоянию генерала Данзаса, тогдашнего начальника Сырдарьинской линии. Оправившись от ран, он снова принялся за научные исследования, которые и продолжал до конца октября 1858 года.
Это первое путешествие Северцова дало крайне богатый научный материал: к чисто зоологическим и зоогеографическим наблюдениям присоединились и геологические, и перед ним возникла широкая задача: исследовать вопрос об отступлении Каспийского моря и заселении Каспийской низменности животными прилежащих стран. По возвращении из киргизской экспедиции Северцов поехал работать в Западную Европу, а вернувшись в Россию был назначен членом Комитета по устройству Уральского казачьего войска (в 1860 г.), причём много сделал для упорядочения рыбных промыслов и основательно изучил жизнь красной рыбы[уточнить]. В 1864 году ему было предложено сопровождать в походе генерала Черняева. Северцов сам возбудил ходатайство о своём прикомандировании к отряду Черняева для научных исследований в Зачуйском крае и при поддержке Русского Географического общества получил положительный ответ от военного министерства. Помимо Северцова, в этой экспедиции принял участие горный инженер Фрезе. Во время этого похода Северцов совершал экскурсии между реками Чу и Сырдарьёй.
C будущей женой Софьей Александровной, урождённой Полторацкой, Северцов познакомился в Приуралье. Время женитьбы их точно не установлено, предположительно — в начале лета 1865 г. Софья Александровна оказывала мужу большую помощь, участвовала в сборе ботанических и энтомологических коллекций. В 1865 году Н. А. Северцов вместе с женой участвовал в Туркменской экспедиции. В 1865—1867 годах им были исследованы Тянь-Шань и окрестности озера Иссык-Куль, в 1868 году произведены дополнительные экскурсии в Ходжентском уезде. В течение этих путешествий Северцовым было сделано громадное количество наблюдений — зоологических, географических и геологических, набраны большие коллекции, составлены подробные карты пройденных местностей, изучена их орография и сделано много новых открытий: в период 1869—1873 годов он занялся детальной обработкой своих результатов. В 1871 году Северцов сдал в печать своё исследование «Вертикальное и горизонтальное распространение туркестанских животных», которое было защищено как докторская диссертация (1873). В 1873 году появился в печати подробный отчёт о путешествиях 1857—1858, 1864, 1865—1868 годов под заглавием «Путешествия по Туркестанскому краю и исследования горной страны Тянь-Шаня». В том же году была напечатана в сборнике «Природа» замечательная топографическая анатомия архаров (горных баранов).
Московский университет, учитывая исключительные научные заслуги Северцова, удостоил его степени почётного доктора зоологии (1868) без защиты (honoris causa), а Парижский международный географический конгресс присудил ему за географические открытия большую золотую медаль.
В 1875 году Северцов посетил Ч. Дарвина, советовался с ним по поводу обработки своих коллекций.
В 1877—1878 годах Северцов в качестве начальника Фергано-Памирской научной экспедиции исследовал неизведанные области Памира, в 1879 году (с мая по октябрь) на собственные средства совершил экспедиции в Семиреченской области и Западной Сибири, из которых вернулся в конце 1879 года. Добытые им за это время результаты он кратко изложил в речи на общем собрания VI съезда естествоиспытателей и врачей под заглавием: «Об орографическом образовании Высокой Азии и его значении для распространения животных». В тот же период были напечатаны статья о памирских животных и большая статья о древних путешествиях на Памир. В 1878 году за исследования Тянь-Шаня награждён Медаль имени Ф. П. Литке, а в 1883 году за исследования в Средней Азии — Константиновской медалью Русского географического общества. Член Московского общества исследователей природы.
Остальную часть своей жизни Северцов провёл в России, частью в Москве, частью в своем имении в Воронежской губернии, обрабатывая собранные им материалы.
Умер внезапно: ехал по льду р. Икорец (левый приток р. Дона близ г. Лиски в Воронежской губернии) и провалился в полынью: от погружения в ледяную воду у Северцова произошёл прилив крови к голове и нервный удар, смерть наступила через несколько минут. Он был похоронен в своем имении — селе Петровском Бобровского уезда Воронежской губернии. Могила Н. А. Северцова не сохранилась.

## Семья
Его сын А. Н. Северцов стал известным биологом.

## Научные труды

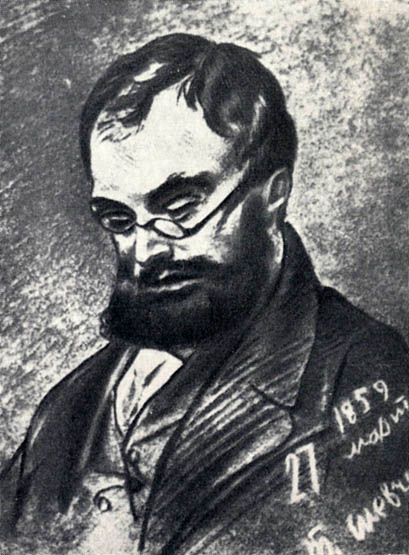
Николай Алексеевич Северцов, портрет работы Т. Г. Шевченко.

За последние шесть лет жизни Северцов напечатал несколько работ: «О пролётных путях птиц через Туркестан», о помесях в группе уток, монография орлов (для которой он собирал материалы с 1857 года), и, наконец, «Распределение птиц палеарктической области» (приготовлено к печати, но осталось в рукописи). В своей научной деятельности Северцов является, во-первых, путешественником-исследователем, самостоятельно изучившим громадный участок Средней Азии и открывшим здесь много нового, до него неизвестного, во-вторых, учёным: с большим талантом и широтой взгляда обработал очень большой, лично им собранный материал и сделал на основании этих наблюдений весьма общие и тщательно проверенные выводы.
Фактический материал, собранный Северцовым, очень велик: одна коллекция птиц (передана в Императорскую академию наук) охватывает около 12 000 экземпляров. Северцов выяснил орографический характер исследованных им стран, связал его с их зоологическим характером; установил зависимость распространения животных Средней Азии от высоты их местожительства; указал различия между фауной Европейских Альп и Тянь-Шаня и причины этих различий. Установил зоологические области громадного участка Средней Азии, от Алтая до Памира включительно; составил списки птиц по областям и провизорную карту Памиро-Тянь-Шанской системы в различные геологические эпохи. В своих исследованиях о пролётных путях птиц он связал наблюдения русских путешественников в Сибири с наблюдениями англичан в Индии, Белуджистане, Афганистане и т. д.

## Сочинения
- Северцов Н. А. — Месяц плена у кокандцев
- О научных изслѣдованіяхъ г. Сѣверцова и Фрезе въ Зачуйскомъ краѣ лѣтомъ 1864 г. Изв. И. Р. Г. Общ, 1865, Том I, № 7
- Орографический очерк Памирской горной системы. — СПб., 1886. — 384 с.

## Память
- Его именем назван пик Северцова на Памиро-Алае, в хребте Петра Первого; ледник на Памире — у истоков реки Кашка-Дарьи и ледник в Заилийском Ала-тау. Именем учёного назван ряд животных и растений: тушканчик Северцова (Allactaga severtzovi), рябчик Северцова (Bonasa sewerzowi), тёмная мышовка (Sicista severtzovi), баран Северцова (Ovis ammon severtzovi), лютик Северцова, в латинских названиях которых значится его фамилия.
- В Музее землеведения МГУ (на 25 этаже Главного здания) установлен бюст Н. А. Северцова[8].
- В честь Н. А. Северцова названа гора в Антарктиде (Земля Королевы Мод, 71°42′ ю. ш., 12°35′ в.д, гора открыта и нанесена на карту в 1961 году, название присвоено в 1966 году)[9].

### Комментарии
1. ↑  

Дореволюционный период исследований природы Памира связан с именами зоологов А. П Федченко и Н. А. Северцова, геологов И. В. Мушкетова и Д. Л. Иванова, ботаников О. А. Федченко, А. Э. Регеля, С. И. Коржинского, Н. И. Вавилова и др. Это были разрозненные экспедиции энтузиастов-одиночек, в советское же время они сменились планомерными исследованиями. Для изучения биологических ресурсов Памира и его освоения в 1934 году под руководством П. А. Баранова и И. А. Райковой были созданы первые научно-исследовательские станции.
— Х. Ю. Юсуфбеков. Памирский биологический институт // Природа. — Наука, 1982. — № 12. — С. 48. Архивировано 20 мая 2017 года.